# 울산! 울산이 좋다
김재남의 울산! 울산이 좋다는 TBN 울산교통방송(FM 104.1MHz)에서 주말 아침 7시부터 8시 52분까지 방송하는 주말 아침 라디오 프로그램이다.

## 프로그램 소개
- 김재남 MC의 따뜻하고 코믹한 목소리로 청취자들에게 주말 아침에 공감과 재미를 더하는 시간을 제공하고자 함. 또, 울산의 명소를 소개하고 지역 문학에 대해 알아보는 시간을 통해 청취자로 하여금 울산에 대해 애향심을 더욱 가질 수 있도록 함.

## 코너소개

### 매일 코너
- 김재남의 라떼는 말이야 - 한 주간 이슈가 된 뉴스를 정리하고 김재남 MC의 코멘트를 들어보는 시간
- 자명종~ 울림 퀴즈 - 울산의 아침을 꺠우는 퀴즈 알림! 자명종이 울리면 울산의 역사 관련 퀴즈를 맞춰볼 시간
- 울산 영어 ('울'렁일 때 말할 수 있는 '산' 영어) - 울산 아재 김재남이 외국인을 만나면? 울렁증을 없애줄 오늘의 영어 한 마디달

## 요일 코너

### 토요일
- 울산 이야기(허보경 울산문화관광해설사, 울산마을문화연구소 김잠출 소장) : 울산 지역 역사 전문가가 소개하는 울산 역사 이야기와 함께 주말 나들이로 딱!인 울산의 명소를 알려드립니다

### 일요일
- 울산 문학 산책(남미숙 시인, 강이라 소설가) : 격주로 시, 소설 전문가가 출연해 시 낭송, 좋은 구절 나누기, 울산의 문학 등을 소개하는 코너